# Olidiana furcata
Olidiana furcata är en insektsart som beskrevs av Nielson 1991. Olidiana furcata ingår i släktet Olidiana och familjen dvärgstritar. Inga underarter finns listade i Catalogue of Life.